# بزنی بداق
بزنی بداق یکی از روستاهای استان آذربایجان شرقی است که در دهستان چاراویماق شمال شرقی بخش مرکزی شهرستان هشترود واقع شده‌است.